# Eurytetranychus huaqingnicus
Eurytetranychus huaqingnicus är en spindeldjursart som beskrevs av Ma och Yuan 1981. Eurytetranychus huaqingnicus ingår i släktet Eurytetranychus och familjen Tetranychidae. Inga underarter finns listade i Catalogue of Life.